# حسن‌آباد، سغد
کولالی (پیشتر حسن‌آباد) یک منطقهٔ مسکونی در تاجیکستان است که در ولایت سغد واقع شده‌است.